# Луцький Остап Михайлович
Оста́п Миха́йлович Лу́цький (8 листопада 1883, Лука, нині Самбірський район, Львівська область, Україна — 8 жовтня 1941, Котлас, Архангельська область, Російська РФСР) — український поет, публіцист, літературний критик, перекладач, військовий, політичний і громадський діяч, кооператор. Учасник літературної групи «Молода муза». Літературні псевдоніми: «О. Люнатик», «Немирич». Брат Мирона, батько Юрія Луцьких. Був ад'ютантом австрійського архикнязя з династії Габсбургів, полковника Василя Вишиваного.

## Життєпис
Народився 8 листопада 1883 року в с. Лука, нині Самбірський район, Львівська область, Україна (тоді Самбірський повіт, Королівство Галичини та Володимирії, Австро-Угорщина) в родині інтеліґента. Батько походив зі шляхти, був свідомим українцем-господарником, власником маєтку, земельних ділянок у с. Лука. Мати походила з українізованого німецького роду, разом з чоловіком мали 8 дітей.
Навчався у народній школі в Луці, яку закінчив близько 1892 року, у Бучацькій (нижчі класи), Станиславівській (1 рік), Самбірській (де склав матуру 1900 року) гімназіях. Студент права Львівського університету, вивчав філософію у Празі та літературу в Краківському університеті. 
Під час навчання у Кракові брав участь у літературно-мистецькому житті, спілкувався з Богданом Лепким, який склав на нього значний вплив. 
Перші свої твори друкував у часописі «Руслан» (1902). У 1903 в Коломиї видав своїм коштом збірку поезій «Без маски», куди вмістив кілька влучних пародій на відомих діячів української культури. Одна з них «Іван Храмко» розгнівала адресата, спричинивши літературний скандал. Іван Франко, дарма, що й сам колись критикував літераторів старшого покоління, не пробачив зухвалому юнакові. Того ж року в часописі «Літературно-науковий вісник» (кн. 7, с. 5–6) він надрукував вірш-відповідь під заголовком «Із циклу «Злоба дня». О. Лунатикові», обізвавши того "малпою". Втім Луцький не обірвав контактів з ним і зберіг шанобливе ставлення до метра, а в 1905 опублікував три вірші Франка в альманаху «За красою».
Альманах був присвячений Ользі Кобилянській, чиєю творчістю Луцький захоплювався, і з якою листувався від квітня 1902 року, а у вересні 1903 познайомився особисто завдяки Богданові Лепкому. 
Повернувшись до Львова, поринув у літературну й навкололітературну діяльність, зійшовся близько з поетом Петром Карманським. У 1905 році видав у Львові другу збірку поезій і перекладів «З моїх днів»  І. Франко написав на неї загалом позитивну рецензію, відзначивши «викінчену і відшліфовану» форму його віршів.
Третя збірка Луцького «В такі хвилі» (Львів, 1906) однак здобулася на розгромну статтю Франка в журналі «Літературно-науковий вісник» (1906, т. 35, кн. 7, с. 180).  Після того віршів більше не писав. 
Того ж року у Львові Луцький виступив одним з ініціяторів літературної групи «Молода муза» (1906–1909, Львів), для якої придумав назву за твором Михайла Яцківа і написав програмову статтю, опубліковану в газеті «Діло» в листопаді 1907 року. І. Франко розкритикував і її в статті «Маніфест “Молодої Музи”», надрукованій в «Ділі» кілька тижнів по тому.  
З 1 жовтня 1907 відбував однорічну військовову службу в 95-у піхотному полку цісарсько-королівської армії, штаб якого перебував у Львові. Отримав звання підхорунжого.
Тож у 1908 (а не 1907) Луцький переїхав до Чернівців співредактором часопису «Буковина», куди його запросив Степан Смаль-Стоцький; тут працював до початку Першої світової війни. Часто навідувався до Ольги Кобилянської, з якою мав платонічний роман. Утім одружився 25 жовтня 1910 з дочкою Степана Смаль-Стоцького Орисею.
Упродовж кількох років був фактичним редактором часопису «Буковина», що позитивно позначилося на якості матеріалів — публіцистичних і літературних. Завдяки активній публікації на сторінках «Буковини» творів «молодомузівців», багато з них швидко стали популярними у тогочасному літературному процесі.
Написав низку літературно-критичних статей, присвячених літературному процесові кінця XIX — початку XX століття у яких проповідував модерністські шляхи розвитку літератури, стверджував про необхідність збагачення та урізноманітнення естетичних та художніх принципів в українській літературі.

### На військовій службі

Українська делегація на переговорах з поляками у Львові 31 липня 1919 року.
Сидять зліва направо: Роман Гузар, Петро Левчук, Петро Ліпко, Семен Магаляс, Петро Мшанецький;
стоять зліва направо: 2-й — Василь Руцький, 4-й — Остап Луцький.

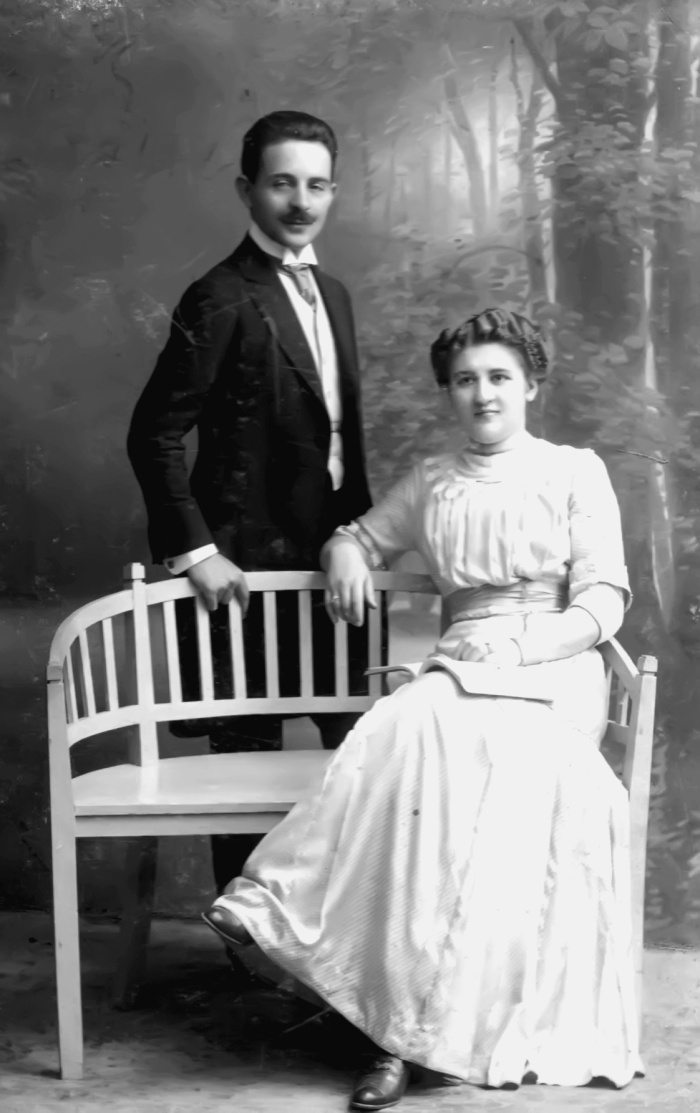
Остап Луцький з дружиною Іриною (Орисею) Смаль-Стоцькою

З початком Першої світової віни призваний до цісарсько-королівської армії, служив у 95-му піхотному полку в складі 2-ї армії Едуарда фон Бьом-Ермолkі.
Наказом штабу 22-ї k.u.k. бригади призначений ад'ютантом ерцгерцога Вільгельма Ґабсбурґа (Василя Вишиваного), командувача «Групи ерцгерцога Вільгельма» у поході австро-німецьких військ на Правобережну Україну. Сотник Української галицької армії (УГА) — шеф штабу IV Золочівської бригади (зокрема, міста Тернопіль, Бучач — тут проживав з кінця листопада 1918 до 6 травня 1919 року в монастирі оо. Василіан разом з шефом Вільгельмом Габсбургом-Василем Вишиваним). Старшина з особливих доручень при штабі Головного Отамана Симона Петлюри. Як член штабу Армії УНР виголосив промову на похороні Євгена Мишковського.

### Політична та кооперативна діяльність
Від 1921 р. у с. Воля-Довголуцька (тепер Стрийський район). У 1925–1939 роках — член ЦК УНДО. Посол до сейму Польщі (1928–1935) та сенату (1935–1939). Виступав 1938 року в сеймі проти укладення додаткової угоди 20 червня 1938 року до Конкордату 1925 між урядом Республіки Польща та Ватиканом, внаслідок чого було знищено понад 100 православних церков Підляшшя та Холмщини, ревіндиковано близько 2 800 га землі, що належала церкві.
З 1928 р. один з провідних діячів української кооперації в Галичині. В 1929–1939 роках — голова дирекції РСУК. Очолював наглядову раду Центросоюзу (1928–1939). Під час наради у Центросоюзі після пацифікації сказав: «Ми не каліки, щоб світові наставляти наші рани і просити милостині… вертайтесь, продовжуйте працю…». З ним тісно співпрацювали діячі ОУН, зокрема про це згадує Провідник ОУН Рогатинщини М. Угрин-Безгріший (у праці «Мій життєпис»).
Автор збірок поезій, перекладів (в тому числі творів Богдана Лепкого, Михайла Яцківа), статей на економічні й суспільні теми.
Заарештований НКВД в жовтні 1939 р. Загинув у більшовицькому концтаборі.

## Вшанування пам'яті
Ім'ям О. Луцького названа вулиця у Залізничному районі Львова.